# Live!! +one
Live!! +one é um EP ao vivo lançado em 1980 no Japão pela banda britânica de heavy metal Iron Maiden. As músicas foram gravadas no Marquee Club em Londres, no dia 4 de Julho de 1980. O EP também foi lançado em 1984 na Grécia em uma versão estendida.

## Faixas

### Versão japonesa
| Lado um |                                                                 |                                         |         |  |
| N.º     | Título                                                          | Compositor(es)                          | Duração |  |
| 1.      | "Sanctuary" (ao vivo em Londres, 4 de julho de 1980)            | Paul Di'Anno, Dave Murray, Steve Harris | 4:22    |  |
| 2.      | "Phantom of the Opera" (ao vivo em Londres, 4 de julho de 1980) | Harris                                  | 7:12    |  |

| Lado dois |                                                    |                |         |  |
| N.º       | Título                                             | Compositor(es) | Duração |  |
| 1.        | "Drifter" (ao vivo em Londres, 4 de julho de 1980) | Harris         | 8:16    |  |
| 2.        | "Women in Uniform" (cover de Skyhooks)             | Greg Macainsh  | 3:07    |  |

### Versão grega
| Lado um |                                                                 |                |         |  |
| N.º     | Título                                                          | Compositor(es) | Duração |  |
| 1.      | "Drifter" (ao vivo em Londres, 4 de julho de 1980)              | Harris         | 8:16    |  |
| 2.      | "Phantom of the Opera" (ao vivo em Londres, 4 de julho de 1980) | Harris         | 7:12    |  |
| 3.      | "Women in Uniform" (cover de Skyhooks)                          | Macainsh       | 3:07    |  |
| 4.      | "Innocent Exile" (ao vivo em Nagoya, 23 de maio de 1981)        | Harris         | 4:04    |  |

| Lado dois |                                                                             |                         |         |  |
| N.º       | Título                                                                      | Compositor(es)          | Duração |  |
| 1.        | "Sanctuary" (ao vivo em Londres, 4 de julho de 1980)                        | Di'Anno, Murray, Harris | 4:22    |  |
| 2.        | "Prowler"                                                                   | Harris                  | 3:55    |  |
| 3.        | "Running Free" (ao vivo em Nagoya, 23 de maio de 1981)                      | Di'Anno, Harris         | 2:47    |  |
| 4.        | "Remember Tomorrow" (ao vivo em Nagoya, 23 de maio de 1981)                 | Di'Anno, Harris         | 5:43    |  |
| 5.        | "I Got the Fire" (cover de Montrose ao vivo em Londres, 3 de abril de 1980) | Ronnie Montrose         | 3:14    |  |

## Créditos
- Paul Di'Anno – vocal
- Dave Murray – guitarra
- Dennis Stratton - guitarra, backing vocals
- Adrian Smith – guitarra, backing vocals
- Steve Harris – baixo, backing vocals
- Clive Burr – bateria